# The God Who Wasn't There
The God Who Wasn’t There é um documentário estadunidense de 2005, produzido e dirigido pelo diretor independente Brian Flemming. O filme critica o cristianismo e mostra evidências de que Jesus supostamente teria sido um mito.